# Ragnar Berg
Ragnar Berg, född 1873, död 1956, var en svenskfödd biokemist och nutritionist som verkade större delen av sitt vuxna liv i Tyskland.  Han är mest känd för att ha fört fram vikten av syra-bas-balansen och oorganiska mineraler såsom kalcium i dieten; under senare delen av livet så stödde han vegetarianism och sätt att förlänga den mänskliga livslängden.  Han uppfann också det alkaliska kosttillskottet "Basica", som Volkmar Klopfer tillverkade och marknadsförde från och med 1925.